# Trance-Fusion
Trance-Fusion uživo je album američkog glazbenika Franka Zappe, koji izlazi u listopadu 2006.g. Materijal na albumu sadrži Zappina gitaraska sola prije njegove smrti ali koja nisu izašla prije 2006.g. Album je trebao izaći 1999., 2003. i na kraju 2005., kako je najavljivao njegov sin Dweezil Zappa na turneji pod imenom Zappa Plays Zappa. Prije CD-a album je bio dostupan jedino na kazeti.

## Popis pjesama
1. Chunga's Revenge 
  - Izvedba na Wembley Arena, London, UK: 19. travnja 1988. Zabilježio Dweezil Zappa
2. Bowling On Charen
  - Solo na gitari iz Wild Love, izvedba u The Palladium, NYC: 28. listopada 1977. (rani nastup)
  - Originally called The Squirm
3. Good Lobna 
  - Solo na gitari iz Let's Move To Cleveland, izvedba u Orpheum Theater, Memphis, Tennessee: 4. prosinca 1984.
  - Odnosi se na jednu epizodu The Simpsons: "New Kid on the Block," u kojoj Bart Simpson govori taj redak.
4. A Cold Dark Matter 
  - Solo na gitari iz Inca Roads, izvedba u Memorial Hall, Allentown, Pennsylvania: 19. ožujka 1988.
5. Butter Or Cannons 
  - Solo na gitari iz Let's Move To Cleveland, izvedba u The Pier, NYC: 25. kolovoza 1984.
6. Ask Dr. Stupid
  - Solo na gitari iz Easy Meat, izvedba u Rhein-Neckarhalle, Eppelheim, Germany: 21. ožujka 1979.
  - Odnosi se na jedan segment iz The Ren and Stimpy Show. Kreator serije je John Kricfalusi koji je Zappin obožavatelj, a Zappa doprinosi svojim glasom u jednoj seriji "The Pope".
7. Scratch & Sniff 
  - Solo na gitari iz City Of Tiny Lights, izvedba u Brighton Centre, Brighton, UK: 16. travnja 1988.
8. Trance-Fusion
  - Solo na gitari iz Marque-Son's Chicken, izvedba u Liederhalle, Stuttgart, Germany: 24. svibnja 1988.
9. Gorgo 
  - Solo na gitari iz The Torture Never Stops, izvedba u Johanneshovs Isstadion, Stockholm: 1. svibnja 1988.
  - NJegov osvrt na naučno fatastični film  "Gorgo" iz 1961. (Zappa je inače bio obožavatelj filmova gdje se pojavljuju monstrumi).
10. Diplodocus 
  - Solo na gitari iz King Kong, izvedba u Civic Center, Providence, Rhode Island: 26 listopada 1984.
11. Soul Polka 
  - Solo na gitari iz Oh No, izvedba u Memorial Hall, Allentown, Pennsylvania: 19. ožujka 1988.
12. For Giuseppe Franco 
  - Solo na gitari iz Hot-Plate Heaven At The Green Hotel, izvedba u Paramount Theatre, Seattle, Washington: 17. prosinca 1984. (noviji nastup)
13. After Dinner Smoker
  - Solo na gitari iz The Torture Never Stops, izvedba u Palasport, Genoa, Italy: 9. lipnja 1988.
14. Light is all that matters 
  - Solo na gitari izLet's Move To Cleveland, izvedba u Paramount Theatre, Seattle, Washington 17. prosinca 1984. (noviji nastup)
15. Finding Higgs' Boson 
  - Solo na gitari iz Hot-Plate Heaven At The Green Hotel, izvedba u Stadthalle, Vienna, Austria: 8. svibnja 1988.
  - Odnosi se na Higgs Boson
16. Bavarian Sunset
  - Solo na gitari iz post-I Am The Walrus jam, izedba u Rudi-Sedlmeyer Sporthalle, Munich, Germany: 9. svibnja 1988.

## Vanjske poveznice
- Trance-Fusion na Zappa.com  Arhivirana inačica izvorne stranice od 3. ožujka 2016. (Wayback Machine)